# Operace Anthropoid

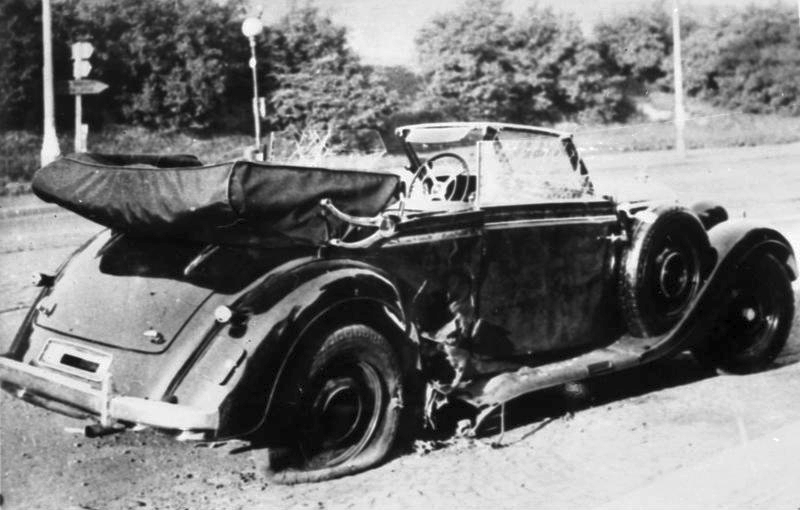
Výbuchem zničený Heydrichův vůz Mercedes-Benz W142

Operace Anthropoid byl krycí název pro parašutistický výsadek vyslaný během druhé světové války z Velké Británie na území Protektorátu Čechy a Morava. Tvořili ho vojáci československé exilové armády Jozef Gabčík a Jan Kubiš. Byl organizován zvláštní skupinou „D“ zpravodajského odboru exilového Ministerstva národní obrany a řazen byl do první vlny výsadků. Jednalo se o diverzní operaci, která proběhla mezi prosincem 1941 a červnem 1942. Jejím hlavním cílem bylo zlikvidovat zastupujícího říšského protektora a šéfa RSHA Reinharda Heydricha. K útoku došlo v Praze dne 27. května 1942 a byl úspěšný, Heydrich na jeho následky 4. června 1942 zemřel. Oba jeho strůjci zaplatili za svůj čin životem, když spolu s dalšími výsadkáři podlehli 18. června 1942 v boji s přesilou nacistických vojáků v kostele sv. Cyrila a Metoděje v pražské Resslově ulici.

## Složení výsadku
Do výcviku na provedení operace byli povoláni rotmistr Jozef Gabčík (užívající křestní jméno Josef) a rotný Karel Svoboda. Svoboda byl ovšem kvůli úrazu při cvičném seskoku z operace vyřazen a na Gabčíkův návrh nahrazen Janem Kubišem. Základním předpokladem pro úspěch operace bylo maximální utajení. Gabčík, Svoboda i Kubiš byli přeřazeni od svých jednotek k II. odboru (zpravodajskému) MNO bez sdělování podrobností. Výsledek akce měl působit dojmem spontánního aktu odporu domácího odboje. Celý plán znali v Londýně pouze čtyři lidé, další znali jen dílčí části plánu. Organizátoři považovali operaci za víceméně sebevražednou a Gabčík s Kubišem na to byli několikrát upozorněni.

## Výcvik
Samotný výcvik byl zahájen v létě 1941 ve výcvikových školách a stanicích SOE ve Skotsku, ve kterých se připravovali i britští commandos. Vojenský výcvik a bojové nasazení, kterými českoslovenští vojáci prošli, byly pro jejich příští úkoly nedostačující. Bylo nutné, aby prodělali výcvik v oblastech sabotáže, diverze a útočného boje.
Příprava se skládala z ženijní části (ničení infrastruktury, komunikací, průmyslových objektů či transportních prostředků) včetně průzkumu, výroby a používání trhavých či hořlavých náloží a ručních bomb. Další částí byl vzdušný výcvik (seskok padákem, jeho balení, balení kontejnerů, jejich příjem ze vzduchu atd.), výcvik ve střelbě (mířená i letmá střelba z různých druhů pěchotních zbraní včetně odstřelovací pušky či lehkého kulometu), v boji holýma rukama a výcvik topografický a spojovací (Morseova abeceda a Q-kód), vytyčování přistávacích ploch atd. Celý kurz trval šest týdnů. Po jeho skončení se parašutisté vrátili ke svým jednotkám, kde očekávali rozkaz k nasazení. Doba čekání závisela na technických možnostech SOE. V průběhu výcviku vypracovala SOE několik rámcových plánů atentátu založených na zvážení různých možností daných prostředím, ve kterém bude čin proveden.

## Úkoly operace

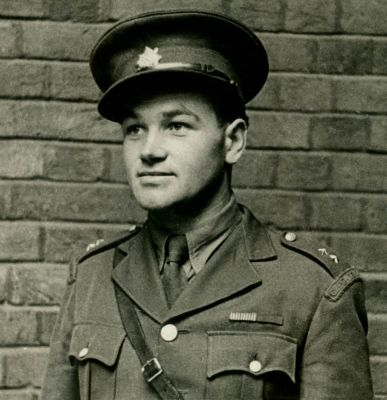
Jan Kubiš

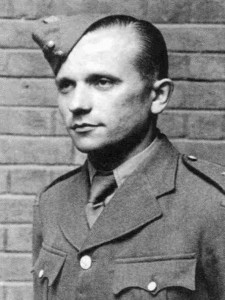
rotmistr Jozef Gabčík

Úkolem operace byl čin demonstrativního charakteru, kterým by Spojencům i světové veřejnosti bylo dokázáno, že československý národ se s německou okupací nesmířil a stojí plně na straně spojeneckého úsilí o porážku nacistického Německa. Podle názoru hlavních představitelů československé exilové vlády v Londýně tím mohla být likvidace některého z předních exponentů okupační správy či českých kolaborantů; v úvahu přicházeli Heydrich a K. H. Frank.
Prezident Beneš se počátkem října 1941 připravoval na jednání se západními spojenci o oduznání mnichovské dohody a obnovení Československa v hranicích ze září 1938. Západní velmoci v prvních letech války totiž neuznávaly Československo jako subjekt mezinárodní politiky, a tak jeho poválečná obnova nebyla nijak samozřejmá. Dne 18. června 1941 Velká Británie sice definitivně uznala československou exilovou vládu v Londýně, ale mnichovská dohoda zůstávala v platnosti. To znamenalo, že i v případě vítězství ve válce by bylo Československo obnoveno v pomnichovských hranicích. Podle původních předpokladů měla jednání o oduznání mnichovské dohody předcházet demise protektorátní vlády, která by ukázala, že i politická reprezentace v protektorátu uznává Benešovu autoritu a celý český národ odmítá nacistickou okupaci. K demisi ale nedošlo, protektorátní reprezentace po příchodu Heydricha do Prahy neprotestovala proti vyhlášení
stanného práva, smířila se i se zatčením ministerského předsedy Eliáše a zcela vstoupila do služeb okupační moci. Prezident Beneš byl proto nucen čelit stupňujícímu se nátlaku spojenců žádajících aktivní odpor v okupovaném protektorátu. Exilová vláda v Londýně se tak dostávala na poslední místo mezi zástupci okupovaných států, které přispívaly aktivním odbojem k porážce Německa.
Atentát, Operace ANTHROPOID 1941–1942, Vojenský historický ústav Praha 2007 
Členové desantu byli upozorněni, že konečný výběr cíle závisí na jejich uvážení. Ovšem SOE, která prováděla výcvik příslušníků desantu, zaměřila veškerou tréninkovou a přípravnou činnost na Heydrichovu likvidaci. Operace, jejímž cílem bylo provést atentát, obdržela krycí jméno ANTHROPOID. Přípravy započaly 2. října 1941 ve spolupráci s britskou SOE a k provedení akce vybráni rotmistr Josef Gabčík a rotný Karel Svoboda, jehož později nahradil Jan Kubiš. Akce měla být uskutečněna pokud možno co nejrychleji, tudíž byl vybrán symbolicky 28. říjen 1941, den výročí vzniku Československé republiky. Výsadek byl ale několikrát odložen.

## Nasazení
Desant byl vysazen na třetí pokus 29. prosince 1941 v 02.24 hod. (3.24 středoevropského času) z letounu Handley Page Halifax Mk.II NF-V (ser. L9613) 138. peruti RAF. Poté byly vysazeny desanty operací Silver A (v 02.37 hod. mezi Poděbrady a Městcem Králové) a Silver B (v 02.56 hod. u Kasaliček nedaleko Přelouče). Gabčík s Kubišem seskočili na pole obce Nehvizdy poblíž Prahy, jejich výsadkový kontejner dopadl blízko místního hřbitova. Původně plánovaným místem seskoku byly ale 100 km vzdálené Ejpovice u Plzně. Josef Gabčík se při seskoku zranil na noze. Operační výstroj a sabotážní materiál ukryli v boudě zahradníka Antonína Sedláčka, kde přečkali noc.
Kubiš se ráno obrátil na místního faráře Františka Samka s prosbou o pomoc s tím, že se vrací z práce v Říši a zabloudil. František Samek (30. dubna 1892, Třebíč – 25. června 1961, Nehvizdy) mu ukázal na mapě, kde se nachází, a dal spolehlivé kontakty. Poté podle původních pokynů odjeli oba výsadkáři do Rokycan, kde se jich na noc ujal Václav Stehlík (bezpečnostní heslo "Pozdrav od Hradeckého"). Druhý den oba odvezl do Plzně k policejnímu inspektoru Václavu Královi. Ten jim dal kontakt na Jana Bejbla z Plzně, který jim poskytl adresu poštovního úředníka z Prahy Václava Růtu. Za pomoci starosty Radobyčic Karla Baxy zajistil oběma parašutistům nové falešné doklady na jména Otto Strnad (Jan Kubiš) a Zdeněk Vyskočil (Jozef Gabčík) a prostřednictvím svého bratrance Ladislava Krále také obstaral pro oba pracovní knížky, bez kterých se v protektorátu nedalo pohybovat. Zatímco si Gabčík léčil zranění, Jan Kubiš v Praze navázal kontakt s odbojem a zajistil přesun materiálu z Nehvizd do Prahy přes pekaře Františka Kroutila z Nehvizd, Břetislava Baumana z Horoušan a Jaroslava Starého z Šestajovic. Gabčík se záhy vydal za Kubišem do Prahy. Václav Růta oba seznámil s Janem Zelenkou-Hajským, přes kterého navázali spojení se sokolskou odbojovou organizací JINDRA. Ten postupně vytvořil se svou skupinou „ŘÍJEN“ nejužší sokolskou odbojovou síť kolem příprav výsadku Anthropoid. Mezi jeho nejbližší spolupracovníky kromě Václava Růty patřili ještě Václav Novák, František Pecháček, Jaroslav Piskáček, Petr Fafek, František Hejl, Antonín Oktábec, Bohuslav Strnad, Jaroslav Smrž, Václav Smrž, Emanuela Khodlová, Václav Khodl a Marie Moravcová s celou rodinou.
Sokolský odboj jim zajistil ubytování, falešné doklady i lékařské zprávy k pracovní neschopnosti (Alexandr Miniv, MUDr. Stanislav Hrubý, MUDr. Břetislav Lyčka), potravinové lístky i náhradní oblečení a vybavení. Zásadní byly informace o Heydrichově pohybu v Praze. Klíčovou osobou byl František Šafařík, bývalý žák Zelenky-Hajského, který přes Marii Kovárníkovou a Ludmilu Soukupovou dodával pravidelně informace, kdy a jak se dopravuje Heydrich na Pražský hrad. Jakožto příslušní hradní protiletecké služby měl po areálu hradu volnější přístup. Díky němu oba parašutisté získali přehled o jeho vozech i doprovodu.
Jan Zelenka-Hajský zajistil setkání obou parašutistů i s dalšími odbojáři, včetně Ladislava Vaňka a Vladimíra Krajiny. Dne 21. března 1942 se Kubiš s Gabčíkem setkali i s Václavem Morávkem, který ale téhož dne večer při boji s gestapem padl. Po dobu jejich pobytu v Praze je na strategická místa doprovázely Marie Kovárníková se sestrou Ludmilou Soukupovou a také s Annou Malinovou, případně jejich doprovod a odbojové spojky kromě jiných zastávaly i sestry Rela a Liběna Fafkovy.
Během února roku 1942 se Gabčík s Kubišem seznámili s bratry Otakarem Šrámkem a Miroslavem Šrámkem a docházeli na statek bratrů Jiřího Vojtěchovského a Miroslava Vojtěchovského v Praze - Strašnicích. Zde se konaly schůzky Jozefa Gabčíka, Jana Kubiše a Josefa Valčíka s Ladislavem Vaňkem, Oldřichem Frolíkem, kpt. Karlem Pavlíkem, pplk. Václavem Novákem a s dalšími odbojáři organizace „Jindra“. Na jaře 1942 se Gabčík s Kubišem scházeli s odbojáři v Uhříněvsi v bytě pplk. Václava Nováka, kde i minimálně jednou přespali. V okolí kóty Jankov v blízkosti rozcestí u Tří kamenů připravovali dopadové a doskokové plochy pro shození materiálu a vysazení dalších parašutistů z Anglie. Na přípravách se podíleli například Oldřich Frolík či kpt. Karel Pavlík. V březnu dvakrát marně čekali na přílet letadla. Doskokové plochy v okolí Uhříněvsi nakonec využity nikdy nebyly.
Během jara 1942 začali v Praze operovat i parašutisté z výsadků Silver A, Out Distance, Tin, Zinc a Bioscop. Byli v pravidelnějším kontaktu s Josefem Valčíkem (Silver A) a Adolfem Opálkou (Out Distance). Jan Kubiš se s Opálkou, Valčíkem a Karlem Čurdou účastnili navigační podpory akce CANONBURY, při níž britské letectvo bombardovalo 26. dubna Škodovy závody. Tato operace skončila neúspěchem. Poté se Gabčík s Kubišem začali opět podrobně zabývat plánem na atentát. Na plánování a přípravě se podílel úzký okruh odbojářů kolem Jana Zelenky-Hajského. Původní rozkazy s účastí domácího odboje nepočítaly, ovšem bez jeho podpory by nakonec nebylo možné uskutečnit ani atentát, ani záchranou síť ubytování pro ostatní výsadkové skupiny.
Gabčík s Kubišem o svém úkolu dalším zástupcům domácího odboje nic neprozradili, ovšem ti odhadli, že se připravuje akce, která by mohla mít dalekosáhlé následky pro obyvatelstvo. Prostřednictvím vysílačky Libuše se Vaněk s Krajinou pokoušeli přimět politické a vojenské vedení v Londýně, aby příkaz k atentátu zrušilo. To se však nestalo. Gabčík a Kubiš provedli řadu pozorování a pomocí informací dodaných učitelem Zelenkou připravili plán atentátu. K útoku byla zvolena ostrá pravá zatáčka z tehdejší Kirchmayerovy třídy (v současnosti ulice Zenklova) do ulice V Holešovičkách v Praze-Libni, kudy od Velikonoc každodenně Heydrich projížděl autem do své kanceláře na Pražském hradě a kde musel jeho řidič automobil výrazně zpomalit.

### Atentát na Heydricha
Dne 27. května 1942 oba příslušníci desantu Anthropoid zaútočili na vozidlo zastupujícího říšského protektora Heydricha. V rozhodující chvíli selhal Gabčíkův samopal Sten Mk.II, ale Kubiš hodil na vozidlo bombu plněnou plastickou trhavinou a s velmi citlivým nárazovým zapalovačem upraveným z protitankového granátu vz. 73. Heydrich, který v rozporu s bezpečnostními předpisy nechal zastavit vozidlo, byl zraněn kovovým úlomkem z karoserie, který roztříštil 11. žebro, prorazil bránici a uvízl ve slezině. Dne 4. června 1942 na následky infekce způsobené zraněním zemřel.

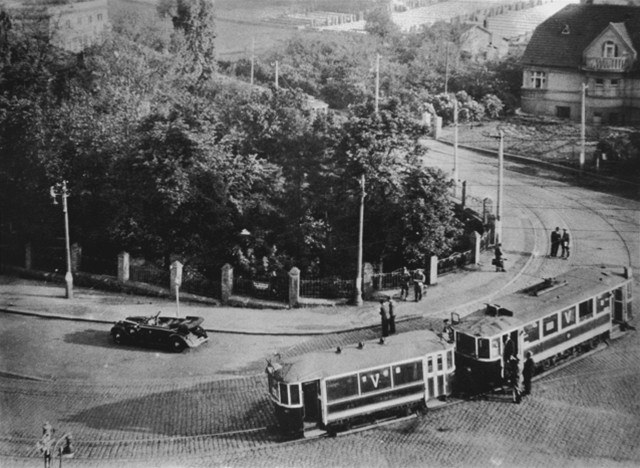
Fotografie lokace, kde došlo k atentátu.

Atentátníkům se díky pomoci odboje podařilo ukrýt a německé moci se ani přes rozsáhlé vyšetřování a kruté represálie nedařilo přijít jim na stopu. Sedm parašutistů, kteří v té době zůstali v Praze (Josef Bublík, Jozef Gabčík, Jan Hrubý, Jan Kubiš, Adolf Opálka, Jaroslav Švarc, Josef Valčík), našli pomoc díky kontaktům Sokolů a české pravoslavné církve. Petr Fafek se díky Janu Sonnevendovi dozvěděl o možnosti úkrytu v podzemí jistého chrámu. Seznámil tak Jana Zelenku-Hajského s kaplanem Vladimírem Petřekem a duchovním otcem Václavem Čiklem. Ti poskytli parašutistům úkryt v kryptě českém pravoslavném chrámu sv. Cyrila a Metoděje v Resslově ulici. Byli poté za tento čin spolu s biskupem, později svatořečeným Gorazdem (Pavlíkem) mučeni a popraveni.
Teprve zradou rtn. Karla Čurdy z výsadku Out Distance se německé vyšetřovací orgány dostaly k informacím. Dne 16. června 1942 Čurda z vlastní vůle gestapu udal všechny spolupracovníky parašutistů, které osobně znal v Praze, Pardubicích, Vojtíškovu tiskárnu v Lázních Bělohradě a Plzni. Nejbrutálnějšími vyšetřovacími metodami, jež gestapo použilo při výslechu desítek spolupracovníků parašutistů, se podařilo 17. června 1942 zjistit, kde se parašutisté ukrývají. Dne 18. června 1942 kolem 4. hodiny ranní začaly areál kolem Resslovy ulice uzavírat jednotky náhradního praporu „Deutschland“ a strážního praporu „Prag“ do dvou obkličovacích kordonů. Ve 4.15 vniklo zadním vchodem do kostela zatýkací komando gestapa s několika vojáky. Boj v kostele trval skoro tři hodiny. Boj o kryptu kostela další čtyři hodiny.
Během sedmi hodinového boje s německými jednotkami zahynuli všichni parašutisté buď vlastní rukou nebo na následky vážných zranění.

## Výsledek operace

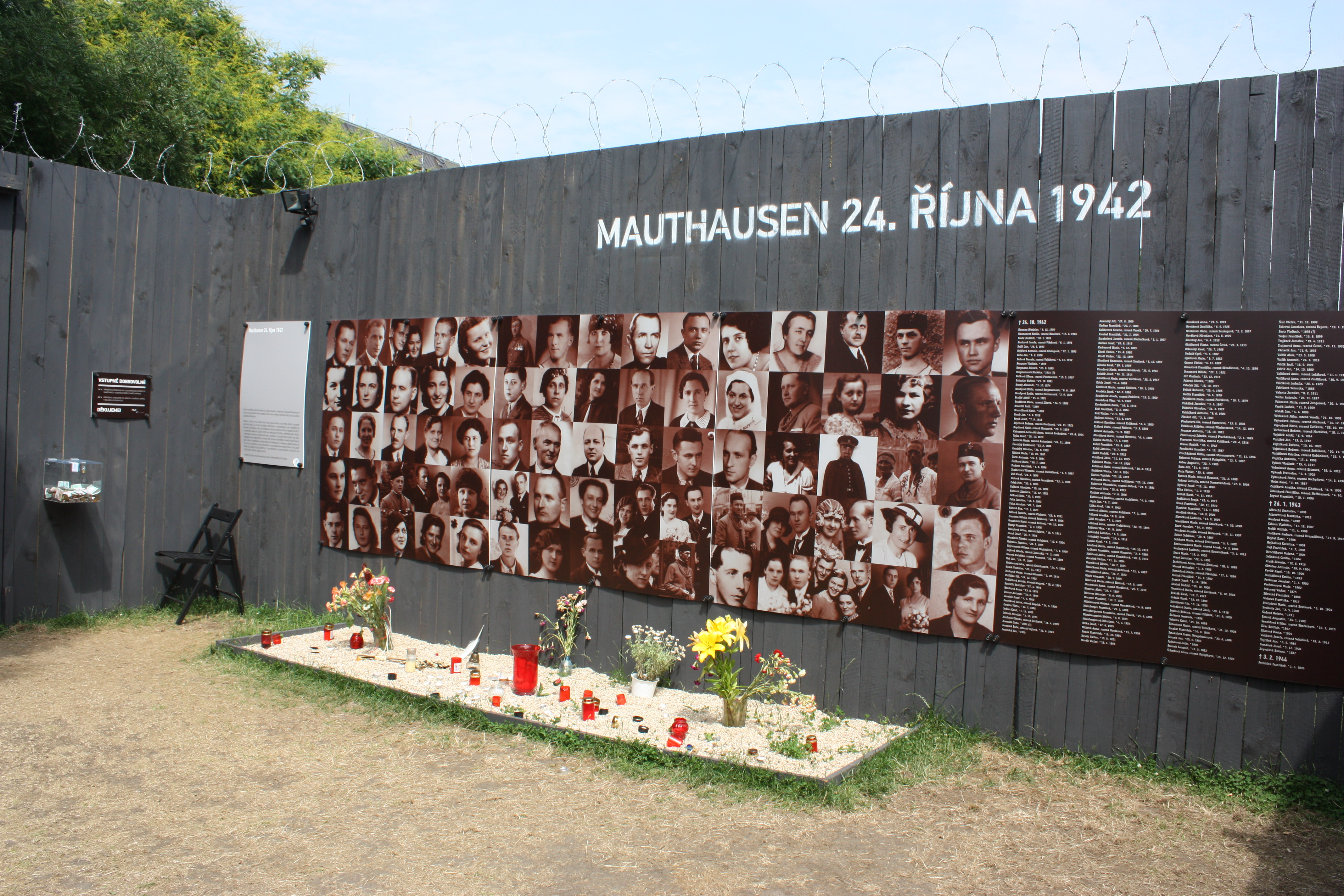
V Mauthausenu bylo popraveno 294 příbuzných a spolupracovníků parašutistů, včetně dětí ve věku 14-17 let

Přestože oba příslušníci desantu zahynuli, byla mise považována za úspěšnou, neboť zadaný úkol byl v plném rozsahu splněn. Samotná Heydrichova likvidace se později v období komunismu a jeho výkladu dějin stala předmětem řady sporů. Brutální represe v protektorátu vyvolaly silnou zpětnou reakci spojenců v zahraničí. Mezinárodní ohlas a následné odstoupení Anglie a Francie od Mnichovské dohody („oduznání Mnichova“), přinesly kýženou naději na znovuobnovení poválečné ČSR v předmnichovských hranicích. Teror v reakci na atentát přinesl tisíc pět set popravených Čechů, mj. nacisté vypálili obce Lidice (10. června 1942) a Ležáky (24. června 1942). 24. října 1942, 26. ledna 1943 a 3. února 1944 zavraždili nacisté v koncentračním táboře Mauthausen celkem 294 nejbližších spolupracovníků parašutistů z řad českého odboje. Nicméně i díky tomuto činu byla poválečná ČSR uznána mezi vítězi.

## Odraz v kultuře

### V hudbě
Nejen Anthropoidem, ale rovněž dalšími československými paravýsadky (Silver A, Silver B, Out Distance, Tin, Bioscop...), a zejména závěrečným bojem o kostel sv. Cyrila a Metoděje je inspirována píseň „Battledress“ Jana Vyčítala a píseň „Jdou muži tmou“ kapely Hostband.
Zradě Karla Čurdy, která vedla k dopadení parašutistů, se pak věnuje píseň „Nová Hlína“ folkové skupiny Epydemye, která společně s písní „Skočil jsem do tmy“, věnované veliteli Out Distance Adolfu Opálkovi, vyšla jako součást alba Kotlina, zaměřeného na historii 20. století v Československu.
Operace byla předlohou také pro píseň nacionalistické punkové skupiny Celková Impotence pod názvem „Nikdy se nevzdáme“.
Téma operace Anthropoid je ústředním motivem písně „SS-3“ od americké thrashmetalové skupiny Slayer.
V písni od Daniela Landy s názvem Anička Malinová. V písni zmiňuje aktéry operace Anthropoid a dopad operace na ně samotné.

### V literatuře
Téma se objevuje v několika románech:
- Šulc, Jiří. Dva proti říši. Praha: Euromedia Group, k.s. - Knižní klub, 2007.
- Binet, Laurent. HHhH. Praha: Argo, 2010.
- Kubík, Lubomír. Proč Gabčík nestřílel. Praha: Prostor, 2017.
- Homolová Tóthová, Veronika. Máma milovala Gabčíka. Praha: Euro média Group, a. s. - Ikar, 2019.
- Miloš Doležal zpracoval téma Čurdovy zrady v dokumentární povídce s názvem Čurda / Vrbas / Jerhot / Čurda - příběh parašutisty, která vyšla v jeho knize Čurda z hlíny - Tři dokumentární povídky z protektorátu. Brno: Host, 2019.

### Ostatní
Česká počítačová hra Attentat 1942, na které spolupracovali historikové z Akademie věd České republiky, zachycuje události následující bezprostředně po atentátu na Heydricha i následné represe v Protektorátu Čechy a Morava během druhé heydrichiády.
U tramvajové zastávky Vychovatelna byl 22. května 2021 odhalen mural, který vypráví příběh operace.

## Galerie

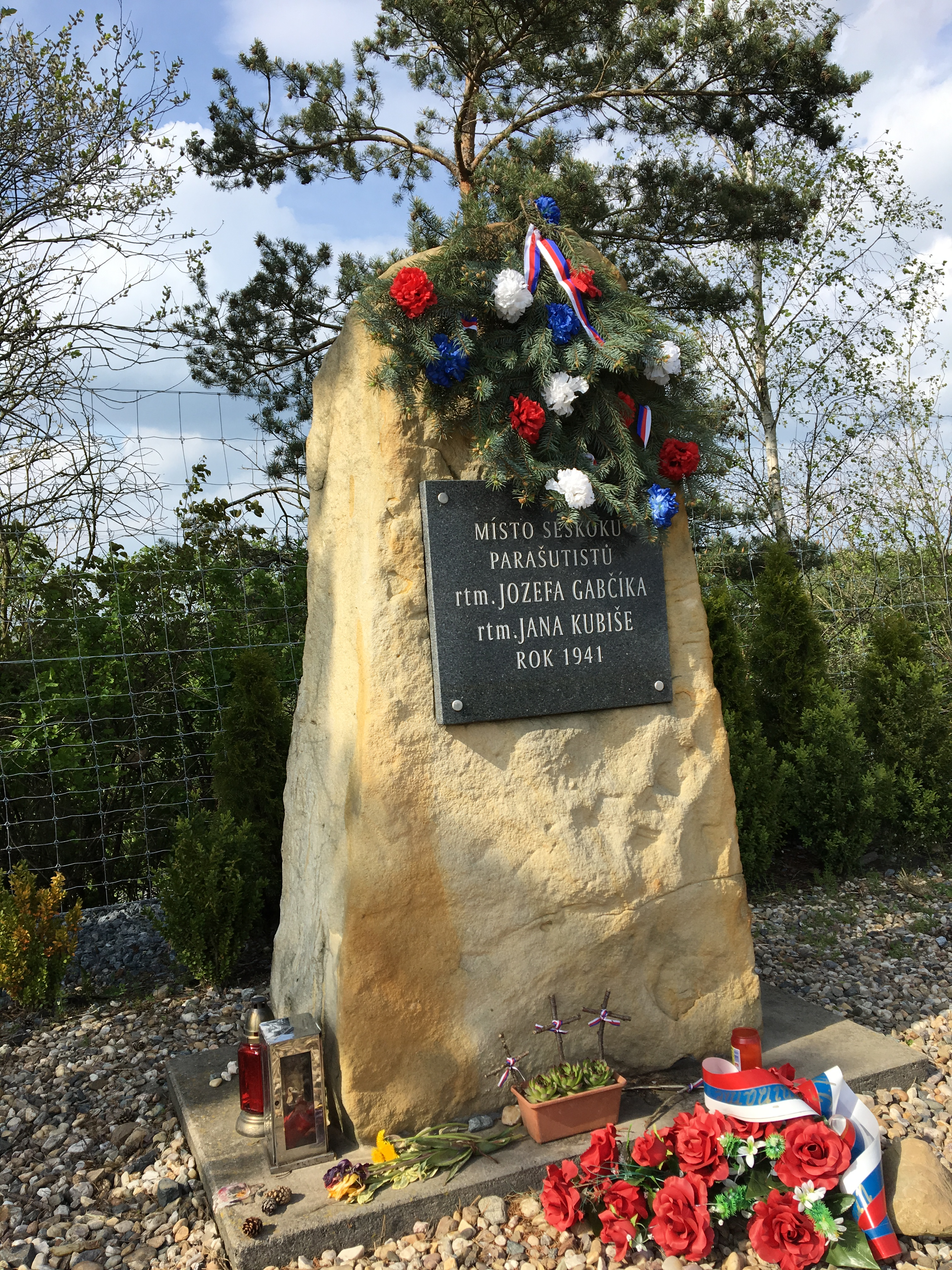
Památník místa seskoku Jozefa Gabčíka a Jana Kubiše v Nehvizdech
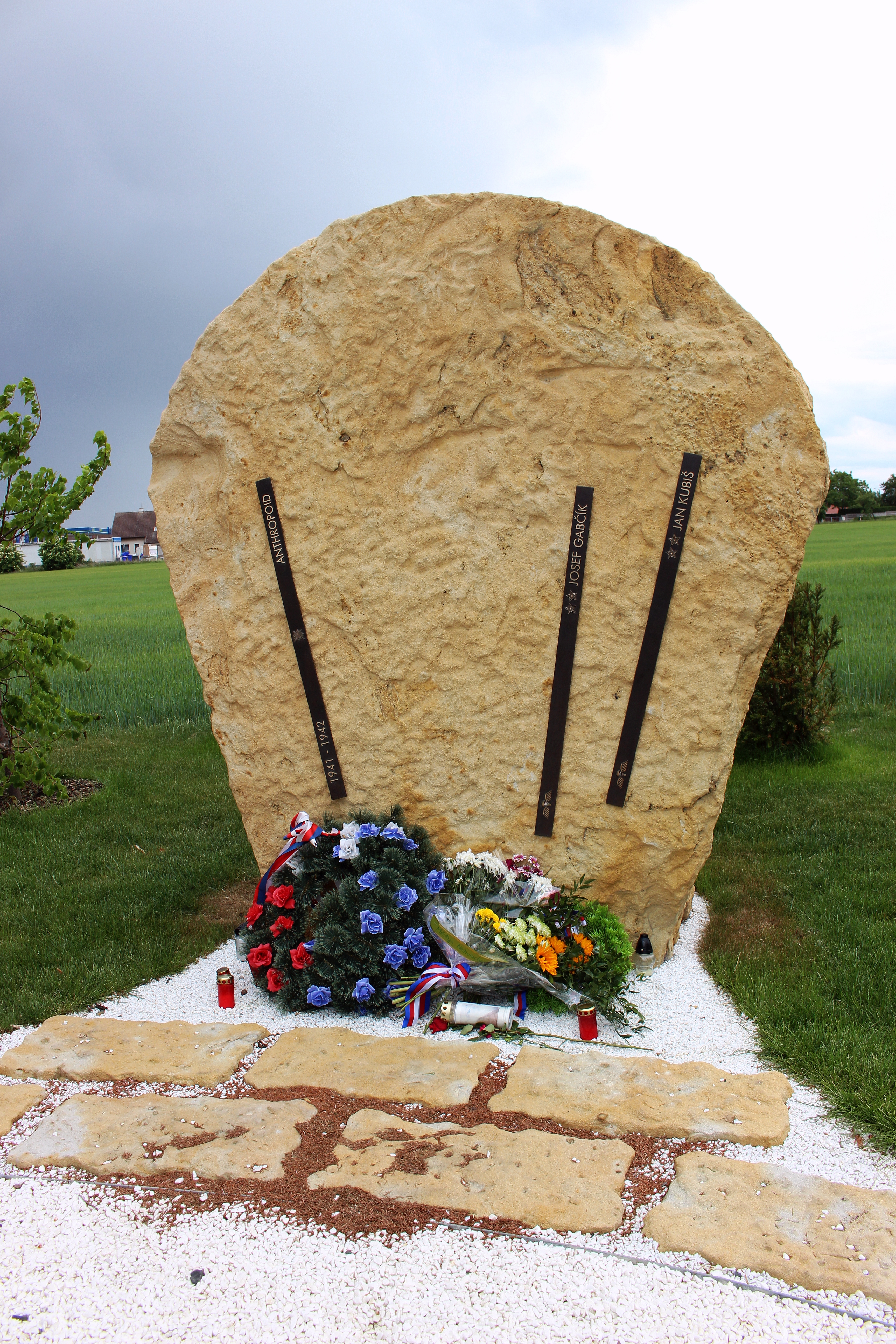
Památník Operace Anthropoid v Nehvizdech u hřbitova
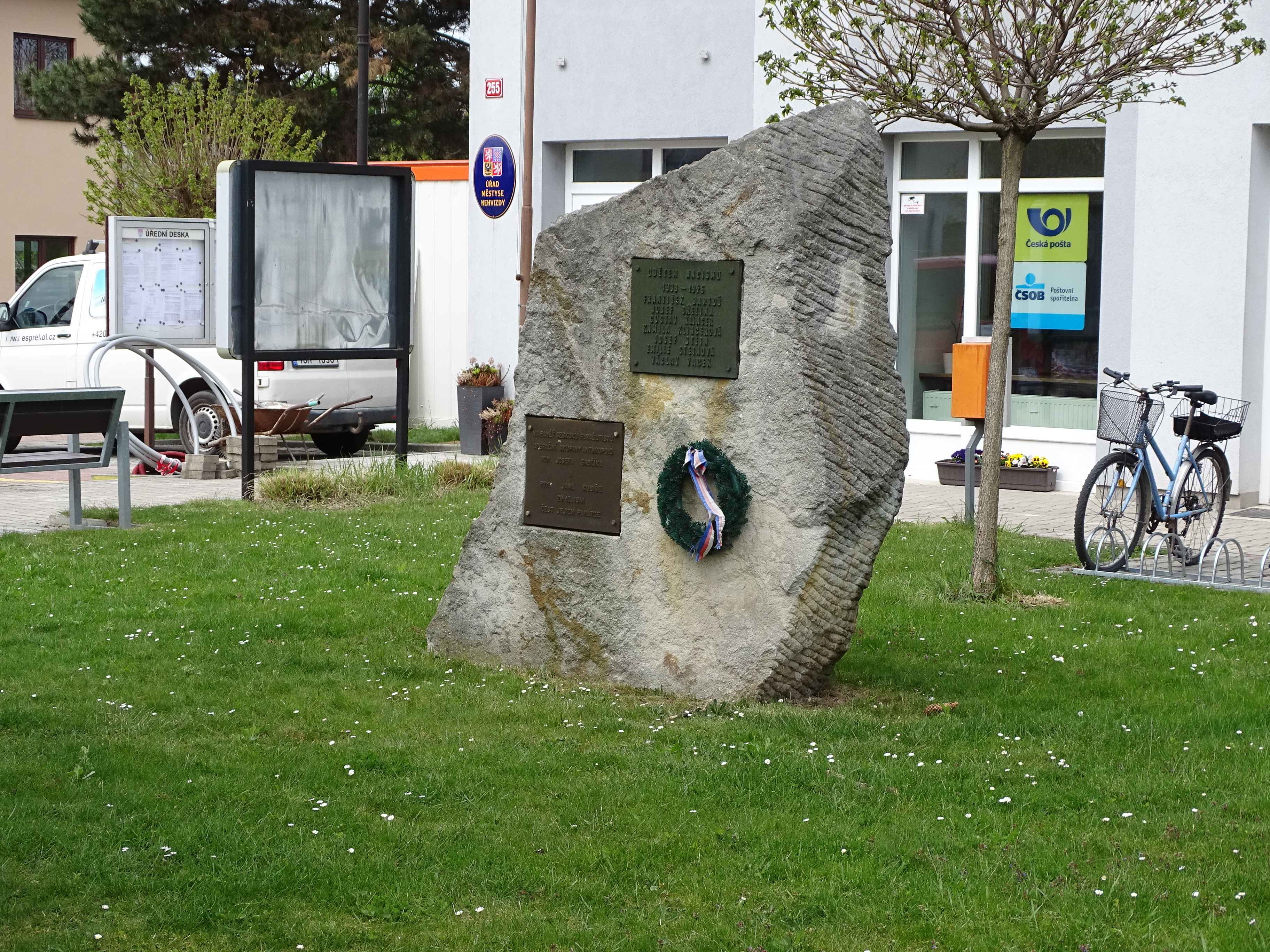
Památník před úřadem městyse Nehvizdy
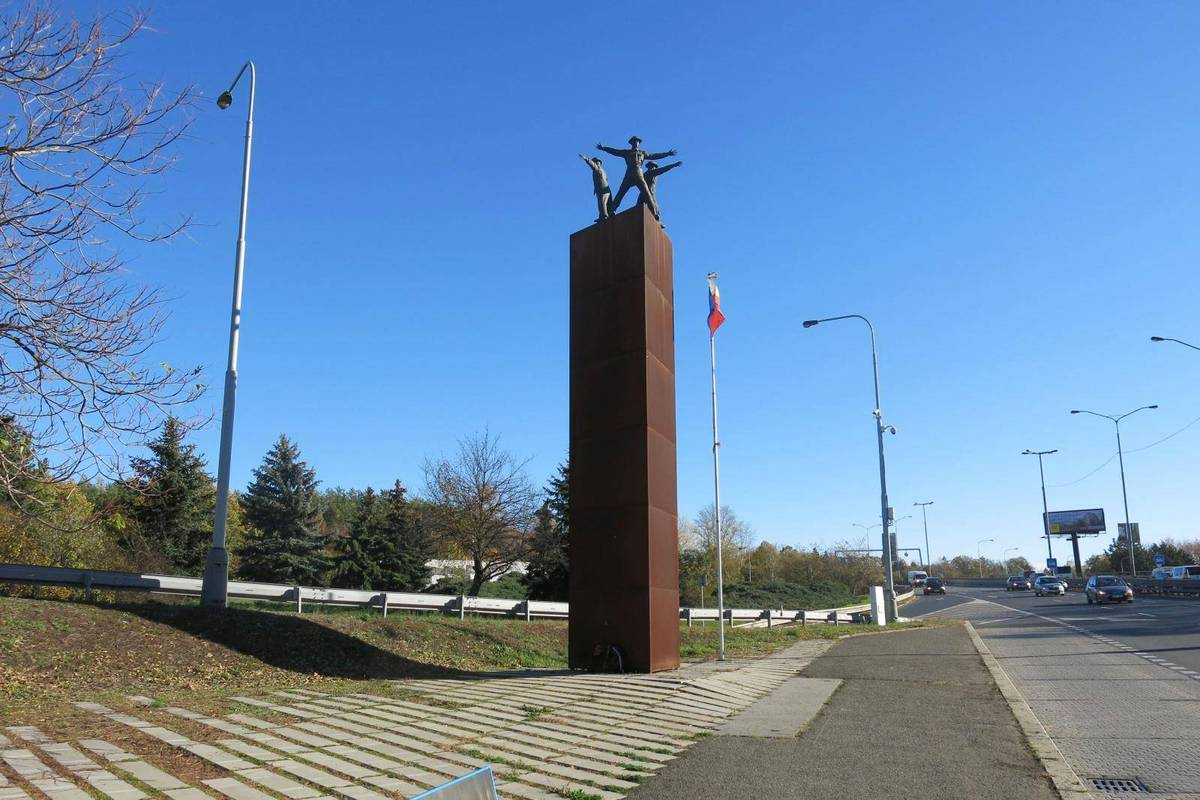
Památník operace Anthropoid v Praze-Libni v místě atentátu
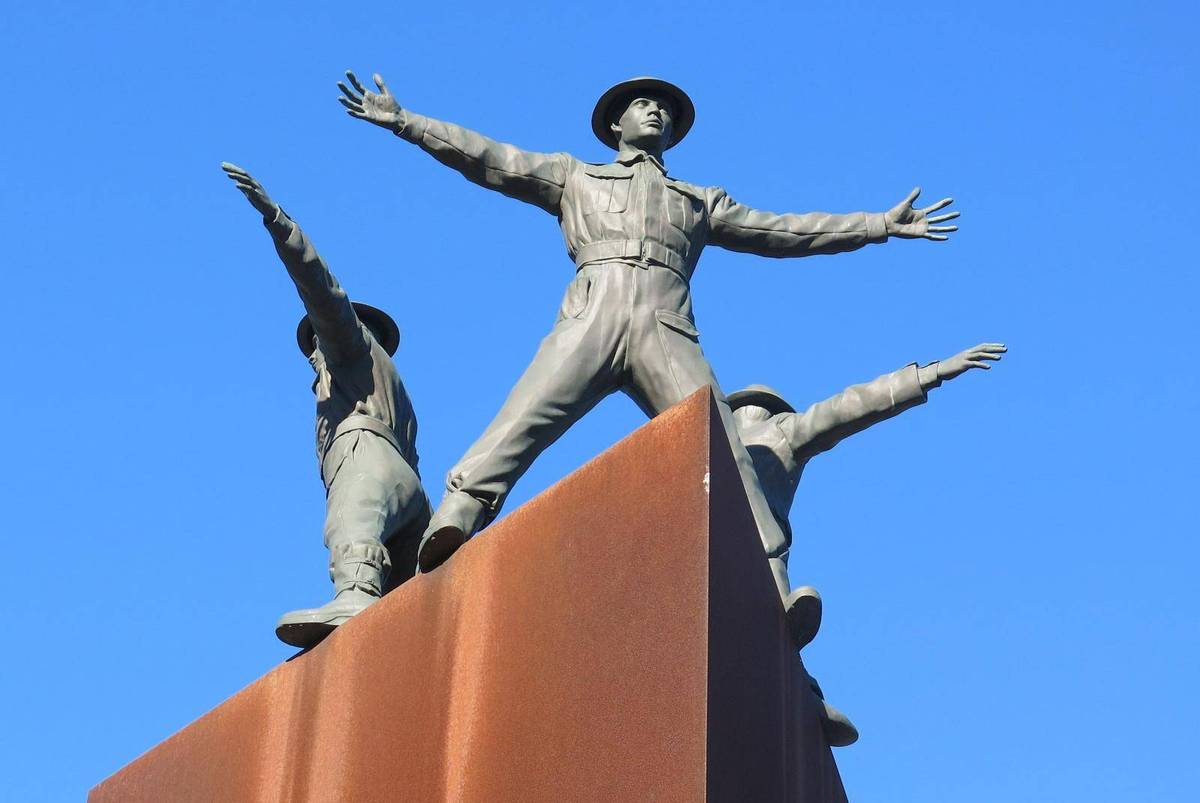
Detail památníku v Praze-Libni
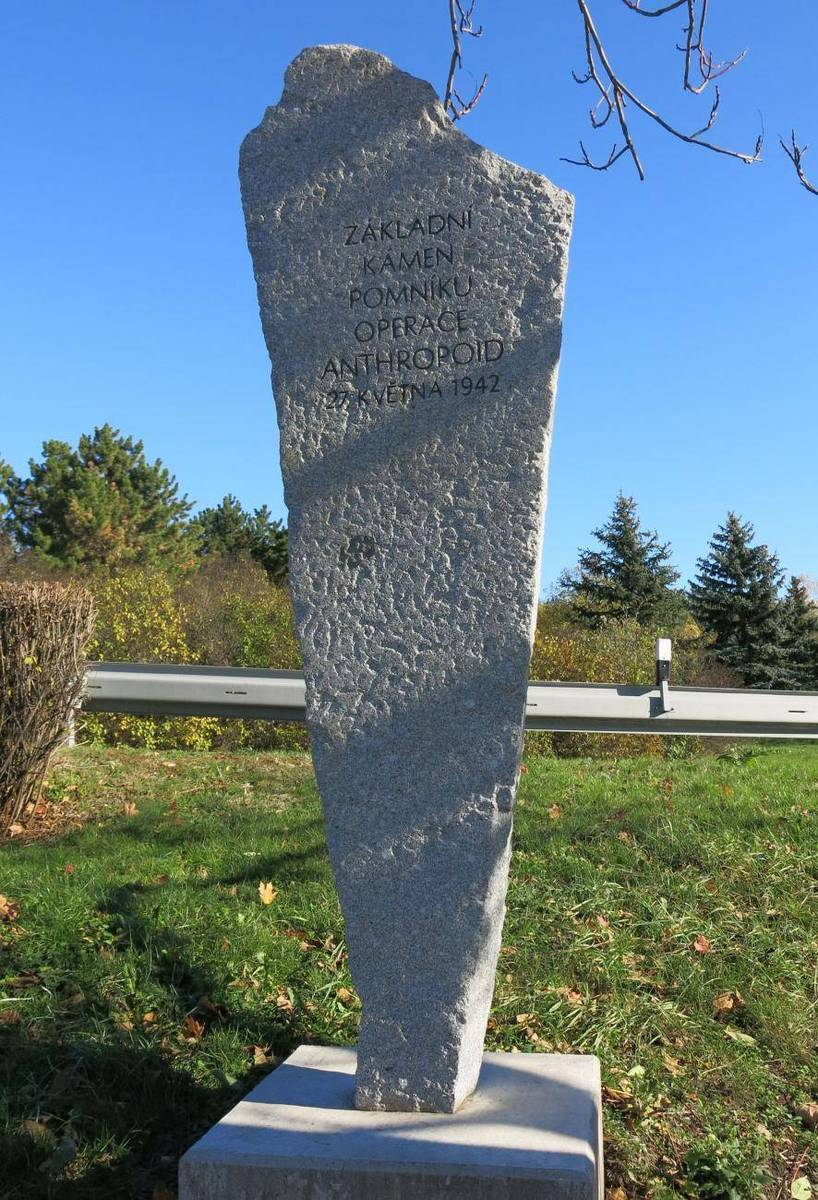
Základní kamen památníku operace Anthropoid v Praze-Libni
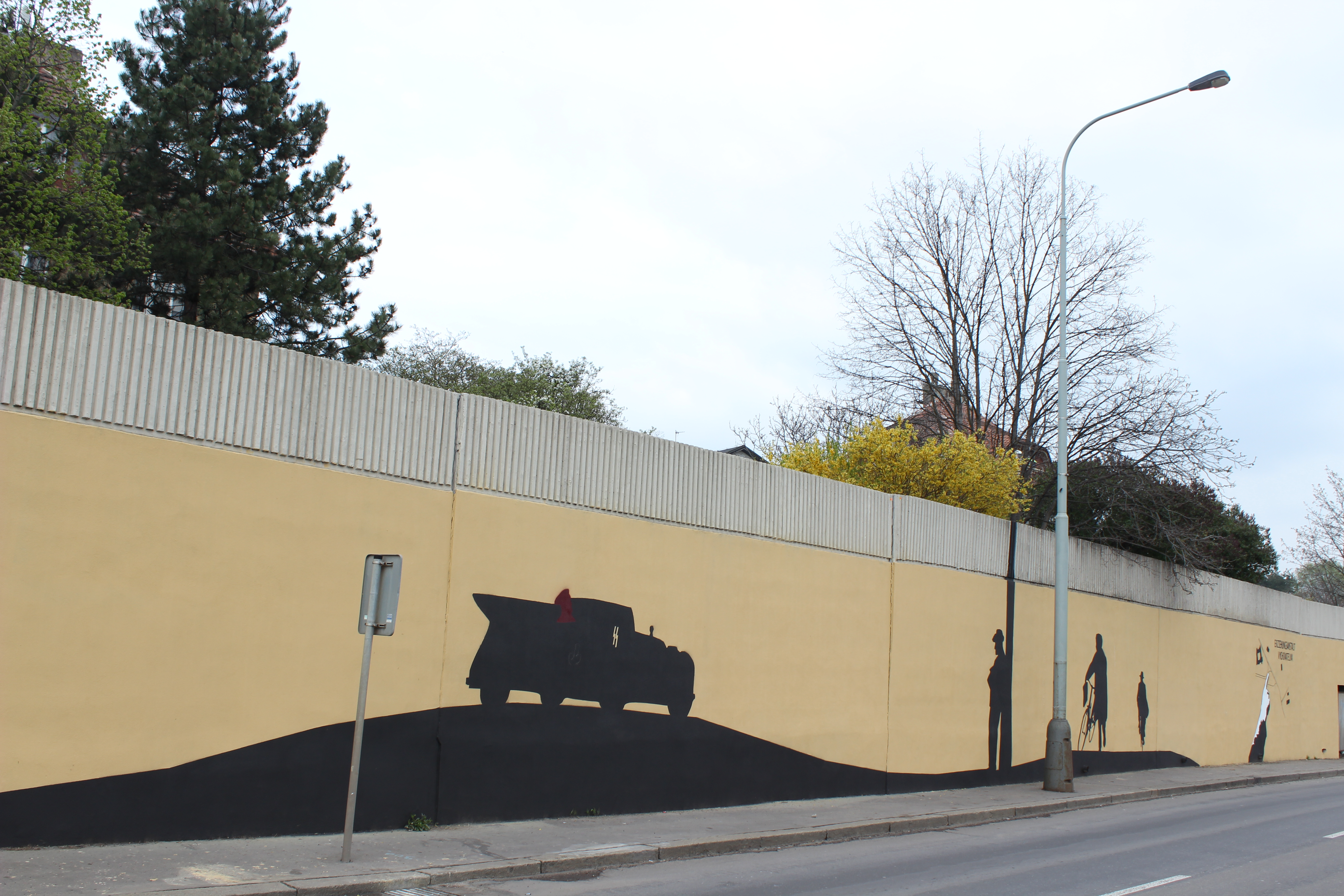
Mural u Vychovatelny v Praze-Libni
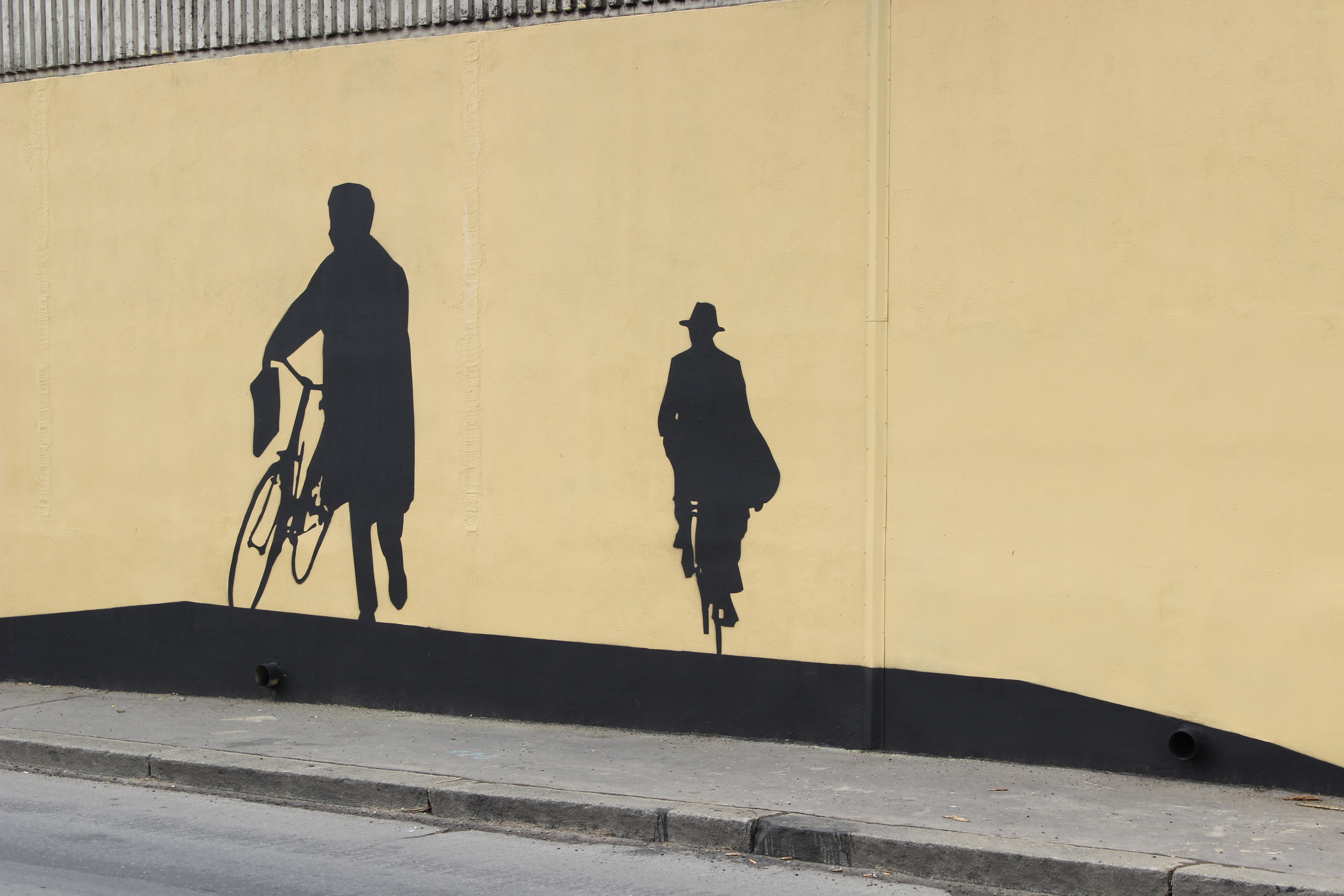
Mural u Vychovatelny v Praze-Libni
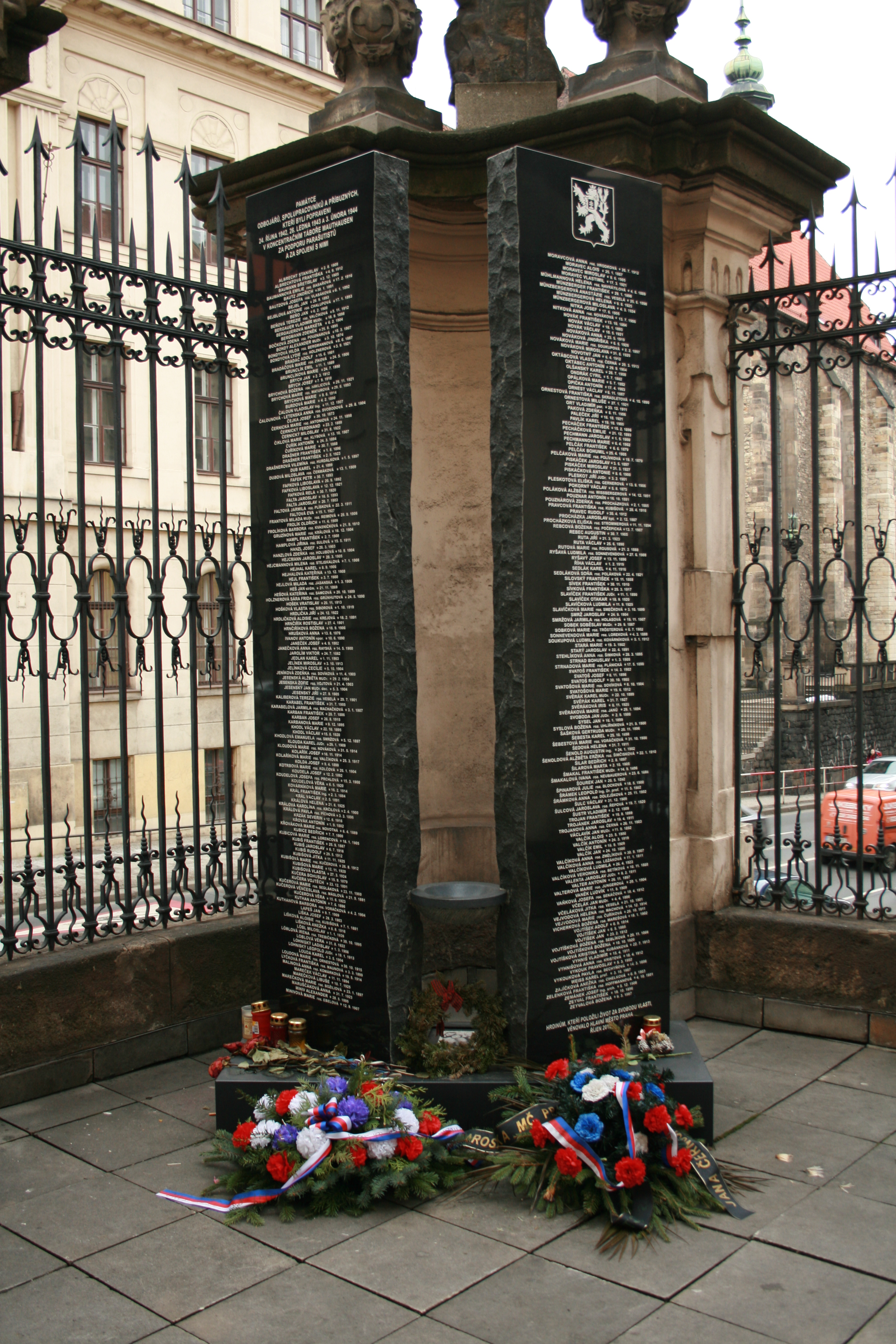
Pomník spolupracovníků parašutistů a jejich rodinných příslušníků na terase kostela sv. Cyrila a Metoděje v Resslově ulici v Praze
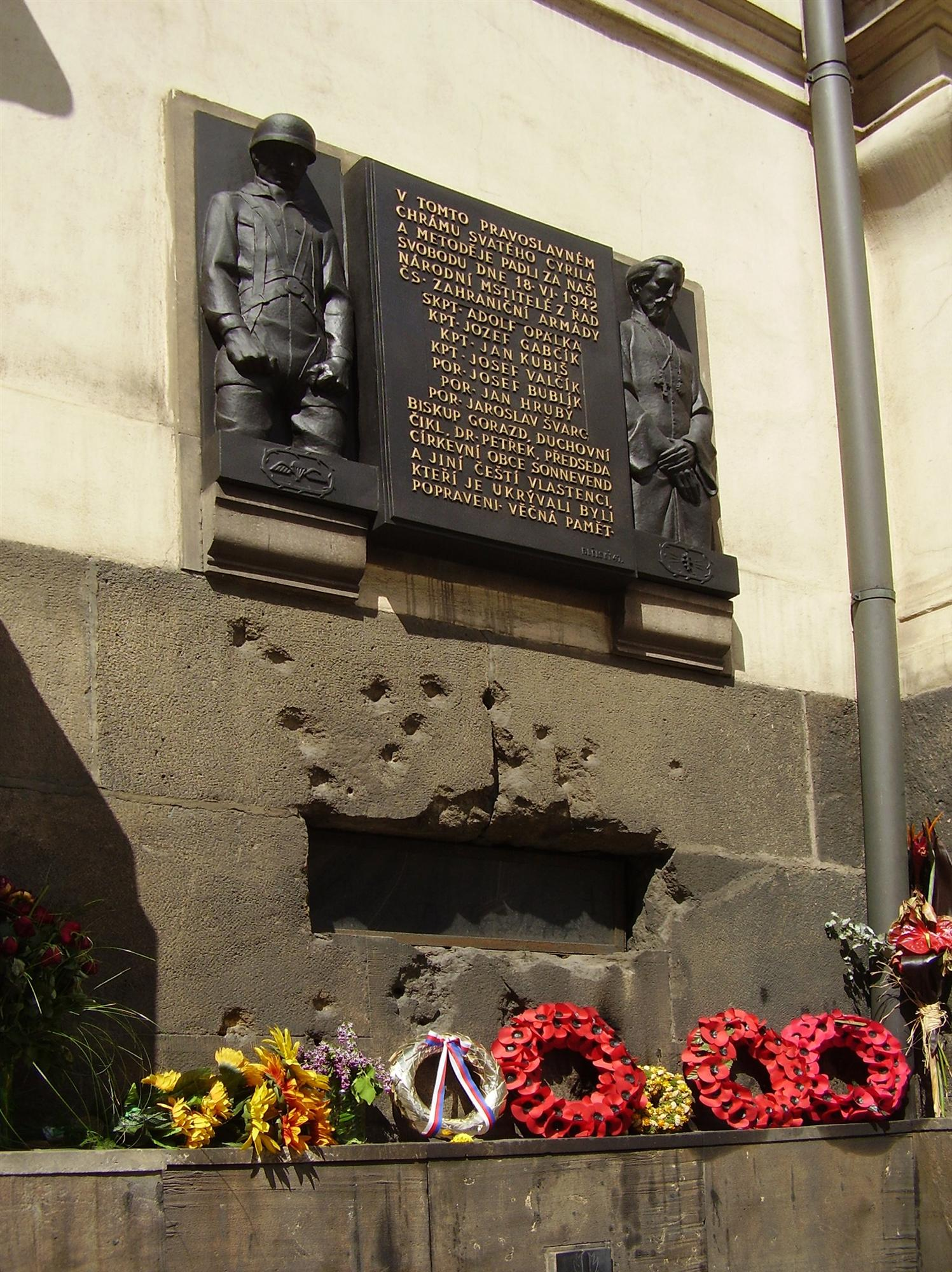
Pamětní deska na kostele sv. Cyrila a Metoděje v Resslově ul. v Praze
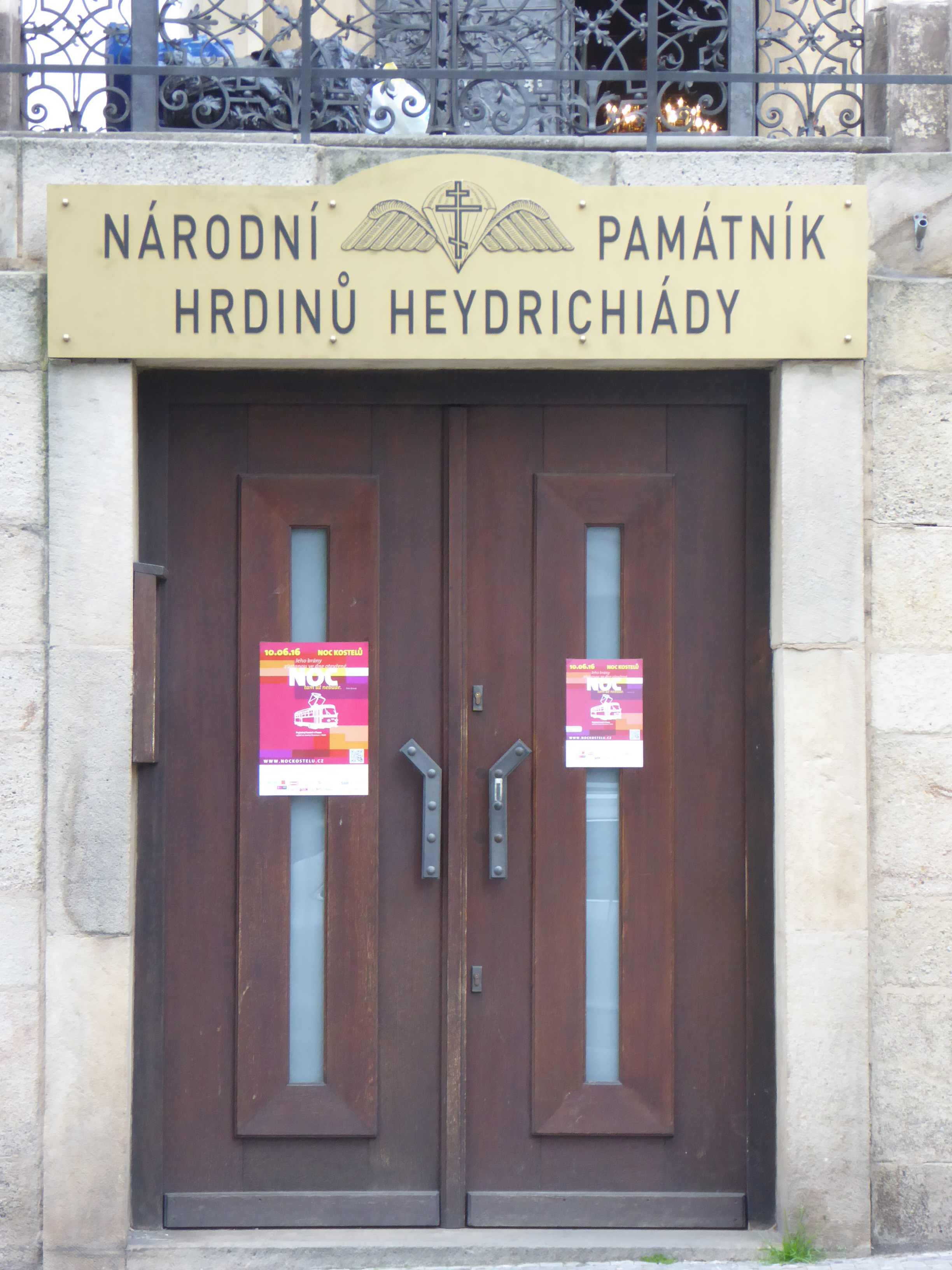
Národní památník hrdinů Heydrichiády, kostel sv. Cyrila a Metoděje, Praha
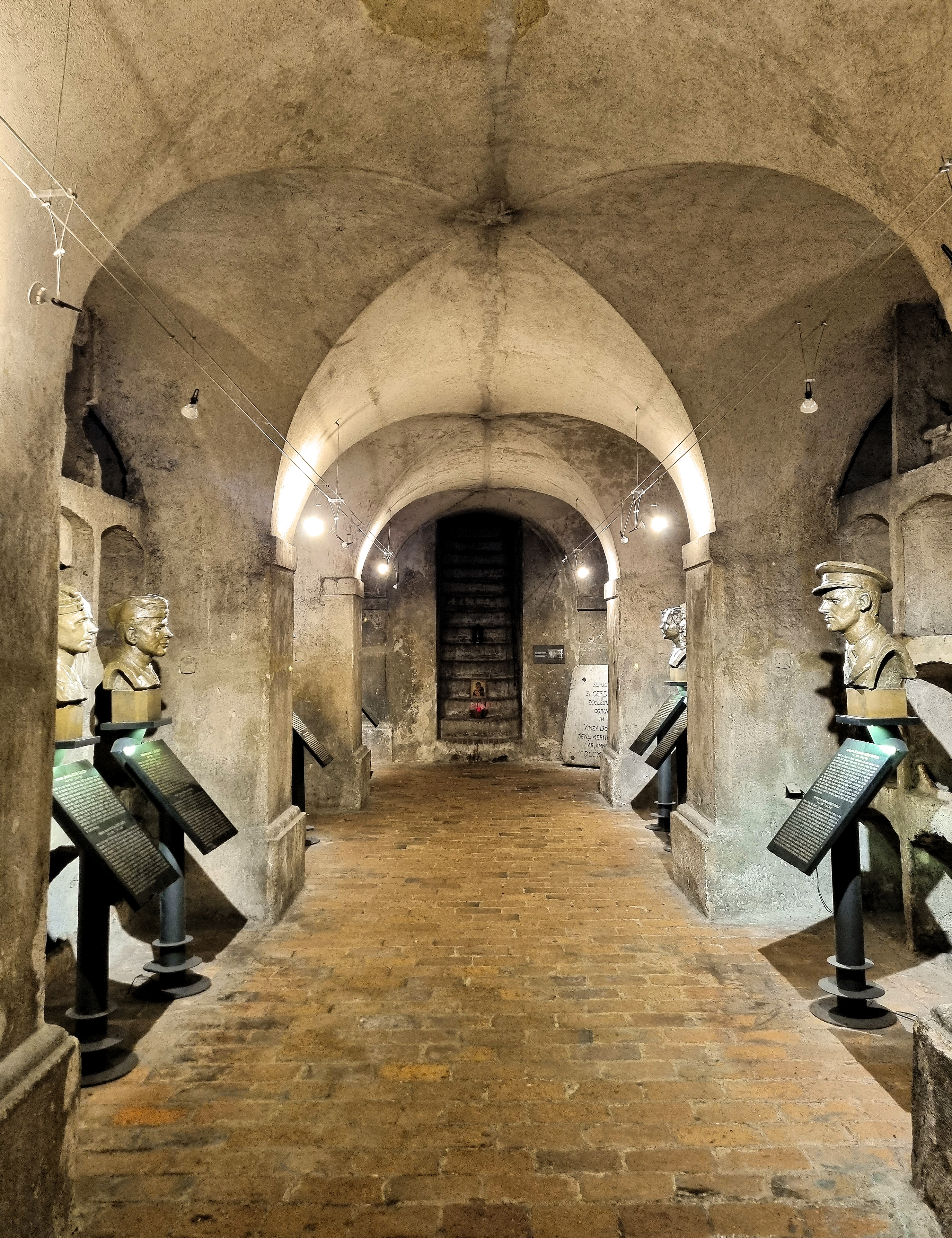
Národní památník hrdinů Heydrichiády, krypta kostela sv. Cyrila a Metoděje